# 大平悦子
大平 悦子（おおだいら えつこ、1956年〈昭和31年〉10月9日 - ）は、日本の政治家。新潟県魚沼市長（第2-3代、2期）。新潟県初の女性首長である。

## 来歴
新潟県北魚沼郡小出町（現・魚沼市）出身。富士短期大学経済学科卒業。1998年（平成10年）、小出町教育委員に就任。
教育委員や合併協議会委員として行政に接する中、2003年（平成15年）、小出町議会議員選挙に出馬し当選。2004年（平成16年）11月1日、北魚沼郡内のうち川口町以外の6町村が合併（新設合併）して魚沼市が誕生する。合併に伴う在任特例で旧町村の議員96人はそのまま市議となった（合併後に1人辞職）。2005年（平成17年）3月28日、魚沼市議会は自主解散を求める議員発議を否決した。同日、解散に賛成した市議42人が辞職願を提出し許可されたが、その中に大平が含まれているか否かは不明。同年7月に魚沼市議会議員選挙が行われ、当選。

### 2008年魚沼市長選挙
2008年（平成20年）11月30日に行われた市長選に無所属で出馬。現職の星野芳昭を破り初当選した。同年12月12日、第2代魚沼市長に就任。
※当日有権者数：34,547人 最終投票率：73.89%（前回比：pts）
| 候補者名 | 年齢 | 所属党派 | 新旧別 | 得票数   | 得票率 | 推薦・支持 |
| -------- | ---- | -------- | ------ | -------- | ------ | ---------- |
| 大平悦子 | 52   | 無所属   | 新     | 13,461票 | 53.35% |            |
| 星野芳昭 | 71   | 無所属   | 現     | 11,772票 | 46.65% |            |

### 2012年魚沼市長選挙
2012年（平成24年）12月2日執行。元市議の森島守人、元市議の大桃聰ら2人の候補者を制し再選した。
※当日有権者数：33,134人 最終投票率：72.34%（前回比：-1.55pts）
| 候補者名 | 年齢 | 所属党派 | 新旧別 | 得票数   | 得票率 | 推薦・支持 |
| -------- | ---- | -------- | ------ | -------- | ------ | ---------- |
| 大平悦子 | 56   | 無所属   | 現     | 11,214票 | 47.61% |            |
| 森島守人 | 58   | 無所属   | 新     | 10,618票 | 45.07% |            |
| 大桃聰   | 56   | 無所属   | 新     | 1,724票  | 7.32%  |            |

### 2016年魚沼市長選挙
2016年（平成28年）12月4日執行。魚沼市は合併前の町村役場を活用しており、新庁舎の建設問題が選挙戦の大きな争点となった。大平は「市民が集える複合施設にすべきだ」と主張し、約50億円の建設計画を推進。元市議で新人の佐藤雅一はこれに対し「シンプルな建物でよく、30億円に圧縮すべきだ」と主張した。大平は240票の小差で佐藤に敗れる。
※当日有権者数：32,082人 最終投票率：67.90%（前回比：-4.44pts）
| 候補者名 | 年齢 | 所属党派 | 新旧別 | 得票数   | 得票率 | 推薦・支持 |
| -------- | ---- | -------- | ------ | -------- | ------ | ---------- |
| 佐藤雅一 | 65   | 無所属   | 新     | 10,794票 | 50.56% |            |
| 大平悦子 | 60   | 無所属   | 現     | 10,554票 | 49.44% |            |

### 2017年衆議院議員総選挙
2017年（平成29年）9月23日、民進党県連、社民党県連、連合新潟は三者協議を開き、第48回衆議院議員総選挙の新潟5区に大平を擁立することを決定した。9月25日、無所属で出馬する意向を正式に表明した。10月2日、日本共産党と自由党は大平の推薦を決定。共産党は公認候補予定者を取り下げ、前年の参院選などと同じ「オール野党」態勢が実現することになった。
選挙の結果、自由民主党公認で前新潟県知事の泉田裕彦に12,000票差で敗れた。